# Anapisa tristigma
Anapisa tristigma là một loài bướm đêm thuộc phân họ Arctiinae, họ Erebidae.